# Datolinjen
Datolinjen er en markeringslinje, som på jordkloden nogenlunde følger meridianen 180 grader fra Greenwich gennem Stillehavet.
Tidszonen der befinder sig lige vest for datolinjen er således den første tidszone hvor datoen skifter i hvert døgn.
I de følgende 23 timer følger de øvrige 23 tidszoner efter.
Landene lige vest for datolinjen er derfor de første til at fejre nytår, og landene lige øst for datolinjen de sidste.
Når man passerer datolinien mod vest, lægger man 1 døgn til, og hvis man rejser mod øst, trækker man 1 døgn fra.
Døgnet bliver længere ved rejse mod vest, og kortere ved rejse mod øst.
En time svarer til 15 længdegrader.